# Nectomys
A Nectomys az emlősök (Mammalia) osztályának rágcsálók (Rodentia) rendjébe, ezen belül a hörcsögfélék (Cricetidae) családjába tartozó nem.

## Rendszerezés
A nembe az alábbi 5 faj tartozik:
- Nectomys apicalis Peters, 1861
- Nectomys magdalenae Thomas, 1897
- Nectomys palmipes J. A. Allen & Chapman, 1893
- Nectomys rattus Pelzeln, 1883
- Nectomys squamipes Brants, 1827 - típusfaj